# Karel Hrbáček
Karel Hrbáček (oft Karel Hrbacek; * 1944) ist ein tschechischer, in den Vereinigten Staaten lebender Mathematiker, der sich mit Mengenlehre und mathematischer Logik befasst.
Hrbacek wurde 1966 bei Petr Vopěnka an der Karls-Universität Prag promoviert. Er ist Professor am City College of New York (CUNY). 
Hrbacek ist mit Thomas Jech Verfasser eines Standardwerks über axiomatische Mengenlehre. Von ihm stammt ein axiomatischer Zugang zur Nichtstandardanalysis und Nichtstandard-Mengenlehre, die Hrbacek-Mengenlehre (HST, Hrbacek Set Theory).
1980 erhielt er den Lester Randolph Ford Award für seinen Aufsatz Nonstandard set theory.
Er ist Mitglied der American Mathematical Society, der Mathematical Association of America und der Association for Symbolic Logic.

## Schriften
- mit Thomas Jech, Introduction to set theory, Marcel Dekker, 1978, 3. Auflage 1999